# Coppa del Re dei Campioni 2022-2023
La Coppa del Re dei Campioni 2022-2023 è stata la 48ª edizione della Coppa del Re dei Campioni. Il torneo è iniziato il 20 dicembre 2022 e si è conclusa il 12 maggio 2023.

## Formula
La competizione si svolge ad eliminazione diretta in gara unica, e vi prendono parte le sedici squadre della Lega saudita professionistica 2022-2023.
Il club vincitore ottiene un posto per la fase a gironi della AFC Champions League 2023-2024.

## Risultati

### Ottavi di finale
| Squadra 1        | Risultato       | Squadra 2  |
| ---------------- | --------------- | ---------- |
| 20 dicembre 2022 |                 |            |
| Damac            | 0 – 1           | Al-Wahda   |
| Al-Fayha         | 3 – 1           | Al-Khaleej |
| 21 dicembre 2022 |                 |            |
| Abha             | 4 – 3 (dts)     | Al-Taawoun |
| Al-Hilal         | 4 – 0           | Al-Ettifaq |
| Al-Nassr         | 2 – 0           | Al-Adalah  |
| 22 dicembre 2022 |                 |            |
| Al-Batin         | 1 – 0           | Al-Ra'ed   |
| Al-Fateh         | 2 – 2 (7-6 dtr) | Al-Tai     |
| Al-Ittihad       | 1 – 1 (4-3 dtr) | Al-Shabab  |

### Quarti di finale
| Squadra 1     | Risultato       | Squadra 2  |
| ------------- | --------------- | ---------- |
| 13 marzo 2023 |                 |            |
| Al-Fayha      | 1 – 1 (3-4 dtr) | Al-Ittihad |
| 14 marzo 2023 |                 |            |
| Al-Hilal      | 3 – 1           | Al-Fateh   |
| Al-Wahda      | 2 – 1           | Al-Batin   |
| Al-Nassr      | 3 – 1           | Abha       |

### Semifinali
| Squadra 1      | Risultato   | Squadra 2 |
| -------------- | ----------- | --------- |
| 23 aprile 2023 |             |           |
| Al-Ittihad     | 0 – 1 (dts) | Al-Hilal  |
| 24 aprile 2023 |             |           |
| Al-Nassr       | 0 – 1       | Al-Wahda  |

### Finale
| Arbitro: | Marciniak |

|                                                                                    |                      |                                                                       |
| Al-Bulaihi 90+9’                                                                   | Marcatori            | 35’ Yoda                                                              |
| Carrillo Ighalo Al-Shehri Al-Juwayr Al-Hamdan Al-Dawsari Abdulhamid Jang Al-Mayouf | Tiri di rigore 7 – 6 | Beauguel Bakshween Al-Hejji Duarte Fajr Al-Naji Makki Kurdi Al-Ghamdi |